# 池原義郎
池原 義郎（いけはら よしろう、1928年3月25日 - 2017年5月20日
）は、日本の建築家、早稲田大学名誉教授、日本芸術院会員。
東京都渋谷区生まれ。明治学院中学校、早稲田大学高等学院を経て1951年早稲田大学理工学部建築学科卒業、1953年同大学院工学研究科建設工学専攻建築計画専修修了、山下寿郎設計事務所勤務、1956年早大理工学部建築学科今井兼次研究室助手、1964年には、多摩美術大学美術学部で講師を務め、1965年早大理工学部建築学科専任講師、1966年助教授、1971年教授、1974年日本建築学会賞、1988年池原義郎・建築設計事務所設立、日本芸術院賞、1989年日本芸術院会員。1995年早大名誉教授。2002年勲三等瑞宝章受章。2017年5月20日、肺炎球菌肺炎のため死去。89歳没。

## 作品

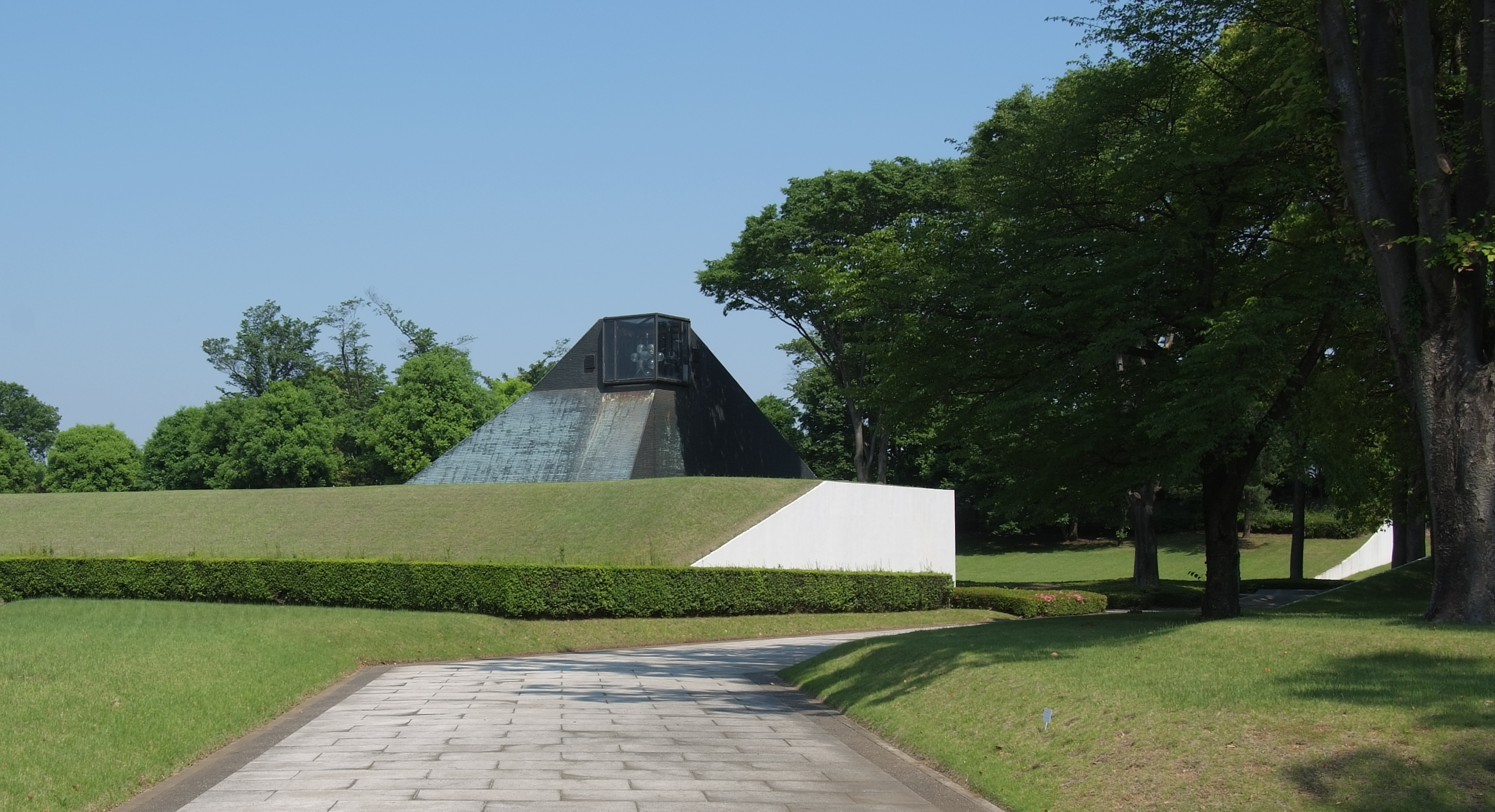
所沢聖地霊園

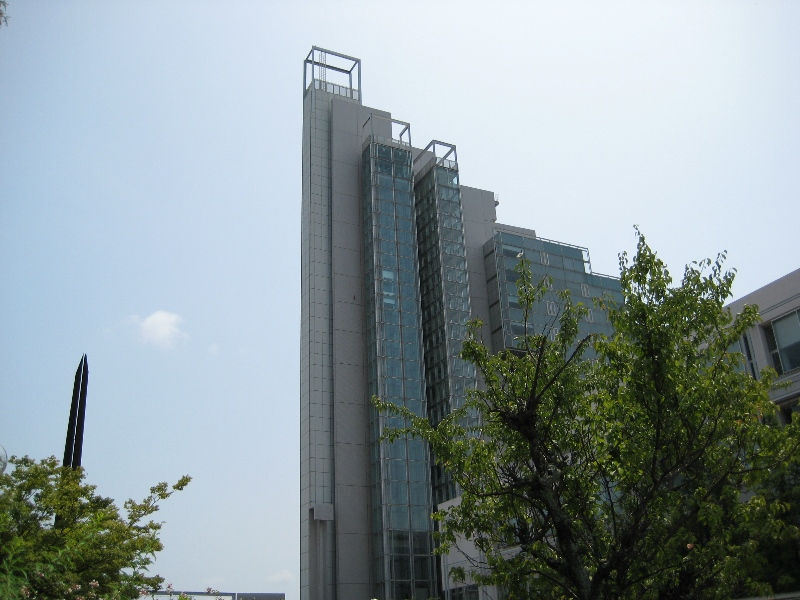
北九州市立大学本館

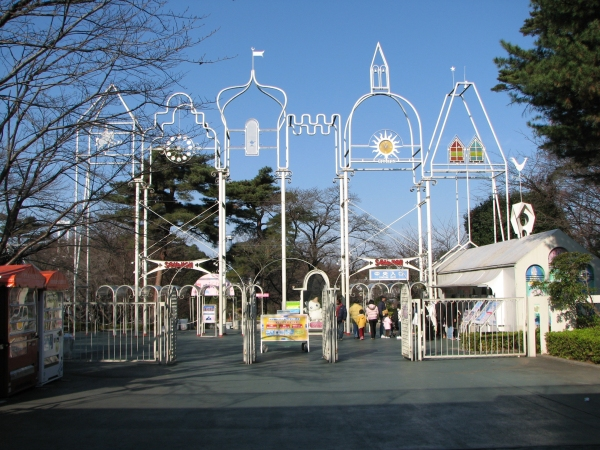
西武遊園地

| 名称                         | 年     | 所在地                 | 国   | 状態                         | 備考 |
| ---------------------------- | ------ | ---------------------- | ---- | ---------------------------- | ---- |
| 岩窟ホール                   | 1970年 | 群馬県嬬恋村           | 日本 |                              |      |
| 白浜中学校                   | 1970年 | 千葉県南房総市         | 日本 | 現存せず                     |      |
| 白浜長尾小学校体育館         | 1970年 | 千葉県南房総市         | 日本 | 現存せず                     |      |
| 所沢聖地霊園・礼拝堂・納骨堂 | 1973年 | 埼玉県所沢市           | 日本 |                              |      |
| 勝浦の家                     | 1977年 | 千葉県勝浦市           | 日本 |                              |      |
| 成城の家                     | 1978年 | 東京都世田谷区         | 日本 |                              |      |
| 西武ライオンズ球場           | 1979年 | 埼玉県所沢市           | 日本 |                              |      |
| 浜松の家                     | 1980年 | 静岡県浜松市           | 日本 |                              |      |
| 海辺の病院                   | 1980年 | 千葉県勝浦市           | 日本 |                              |      |
| 日本学園体育館               | 1980年 | 東京都世田谷区         | 日本 |                              |      |
| 西武遊園地                   | 1981年 | 埼玉県所沢市           | 日本 |                              |      |
| 松が丘の家                   | 1986年 | 埼玉県所沢市           | 日本 |                              |      |
| 早稲田大学所沢キャンパス     | 1987年 | 埼玉県所沢市           | 日本 |                              |      |
| 箱根湯の花温泉ホテル         | 1988年 | 神奈川県箱根町         | 日本 |                              |      |
| 北九州プリンスホテル         | 1989年 | 福岡県北九州市         | 日本 | 現ホテルクラウンパレス北九州 |      |
| 中国割烹旅館掬水亭           | 1990年 | 埼玉県所沢市           | 日本 |                              |      |
| 黒崎テクノプラザ             | 1993年 | 福岡県北九州市八幡西区 | 日本 |                              |      |
| 浅蔵五十吉美術館             | 1994年 | 石川県能美市           | 日本 |                              |      |
| 広島プリンスホテル           | 1994年 | 広島市南区             | 日本 | 現グランドプリンスホテル広島 |      |
| 北九州市立大学本館           | 1995年 | 福岡県北九州市小倉南区 | 日本 |                              |      |
| 酒田市美術館                 | 1997年 | 山形県酒田市           | 日本 |                              |      |
| 西武園競輪場                 | 1997年 | 埼玉県所沢市           | 日本 |                              |      |
| 熊谷文化創造館               | 1997年 | 埼玉県熊谷市           | 日本 |                              |      |
| ガレリアかめおか             | 1998年 | 京都府亀岡市           | 日本 |                              |      |
| 富山県総合福祉会館           | 1999年 | 富山県富山市           | 日本 |                              |      |
| 唐戸市場                     | 2001年 | 山口県下関市           | 日本 |                              |      |
| 青い森アリーナ               | 2002年 | 青森県青森市           | 日本 |                              |      |
| アルテリオ                   | 2003年 | 茨城県筑西市           | 日本 |                              |      |
| いしかわ総合スポーツセンター | 2008年 | 石川県金沢市           | 日本 |                              |      |

## 著書など
- 建築講座 7 設備、彰国社、1958年
- 設計製図、西稔共著、オーム社、1959年（二級建築士受験新講 第1）
- 池原義郎のディテール、理性と感性の詩的統合、上松佑二、彰国社、1990年
- ガウディ 芸術的・宗教的ヴィジョン、 R.デシャルヌ,C.プレヴォー 共訳、鹿島出版会、1993年
- 光跡 モダニズムを開花させた建築家たち、新建築社、1995年
- 池原義郎・作品1993-1999、新建築社、1999年